# Виженари-арт
Виженари-арт (англ. Visionary art — визионерское искусство) — художественный стиль, имеющий в своей основе спонтанное изображение увиденного в изменённом состоянии сознания, религиозного, медитативного созерцания, транса, а также флешбэков, возникающих после так называемых «трипов».

## Происхождение виженари-арт
Виженари-арт (Visionary Art, Fantastic Realism, Imaginative Art, Mystical Art, Psychedelic Art) как мистическое и психоделическое искусство берёт своё начало ещё в архаических культах доисторических времен. Можно с уверенностью сказать, что такое искусство началось прямо с наскальной живописи, где образы черпались непосредственно из миров тонких энергий и использовались в магических практиках. Художник, находясь в состоянии шаманского транса, визуализировал объекты и таким образом взаимодействовал с реальностью посредством изображения и манипуляциями с ним.

## Художественно-исторический аспект виженари-арт
Виженари-арт, формально, исторически имеющий начало в линии религиозного искусства Босха и Брейгеля-младшего, мистического искусства Уильяма Блейка и символизма Гюстава Моро трансформируясь через сюрреализм Макса Эрнста, Джорджо де Кирико и Сальвадора Дали, ныне здравствующей Венской школы фантастического реализма Эрнста Фукса, сегодня явил некий пересмотр отношений к духовному в искусстве вообще. Это само по себе новое духовное искусство, возможно, являющееся скорее некой индивидуальной религиозной практикой, чем искусством в его культурно-эстетическом смысле. Виженари-художники считают, что это искусство следующего сверх-цикла, но уже определяющегося эволюцией самой личности и новыми коммуникативными возможностями, легко преодолевающими национальные границы и конфессиональные ареалы влияния.

## Русские художники виженари-арт
Русская линия мистического искусства может вести свой отсчёт от художников-исихастов: Феофана Грека, Андрея Рублёва, Дионисия. Они, созерцая горние миры, Фаворский свет, были его проводниками и выразителями в иконографических композициях. Так как на Руси не было Ренессанса, и в изобразительном плане русские живописцы многие века имели дело в основном с канонической иконой, то далее линия преемственности проявляет себя уже в XIX веке с искусством Михаила Врубеля. В XX веке к художникам-визионерам можно отнести Николая Рериха, магического реалиста, входящего в круг сюрреализма Николая Калмакова, психоделическую живопись Павла Челищева, виженари-живопись на религиозные темы Сергея Романовича, Евгения Спасского. В позднесоветский период появляется группа Двадцать московских художников, среди которых к visionary art, фантастическому реализму и психоделике особенно часто обращаются: Виталий (Стефан) Линицкий, Александр Харитонов, Сергей Шаров, Владислав Провоторов, Владимир Казьмин. В настоящее время активно работают виженари-художники Олег Королёв, Александр Фролов, Веда Рам.

## Венская Школа и мир
Начало Венской школы фантастического реализма приходится на начало 1960-х годов. Пятеро её ярчайших представителей: Фукс, Брауер, Лемден, Хауснер и Хуттер создали костяк всего будущего движения, тогда же появились Кларвейн, Эшер, Джофра, привнесшие из своих национальных школ каждый свою манеру и методику работы. Дитер Шветрбергер, известный как Де Эс, один из выдающихся современных представителей Венской школы, как-то заметил, что появляясь примерно в одно и то же время, они вдруг составили некий новый всемирный феномен. Все стремились к личному техническому совершенству в классическом подходе к живописным и графическим техникам, что резко контрастировало с настроениями, царящими в современном искусстве, Контемпорари Арт. Фукс давал частные уроки, Хауснер стал профессором Венской Академии. Паетз, Хелнвейн, Хекельман и Валь, Одд Нердрум так же составляли часть общего движения. В Швейцарии засияла чёрная звезда Гигера (Х. Р. Гигер), создателя тёмных миров Голливуда, за фильм «Чужой», как его художник, получившего премию Американской национальной Академии «Оскар». Эрнст Фукс преподавал в замке Рейченау, где появились такие яркие и известные сегодня художники как Хана Кай, Ольга Шпигель, Филипп Рубинов-Якобсон, Вольфганг Видмосер, Михаэль Фукс, Роберто Веноза. В США проходили выставки с участием Айзека Абрамса, Инго Свана и Алекса Грея. В конце шестидесятых движение Фантастического Реализма стало интернациональным и составило как бы некий параллельный художественный мир, хотя многие художники меняли свой стиль, уходя в другие общества, другие же появлялись, приходя из совершенно других движений. Появились галереи Джеймса Кована «Морфеус» в Беверли Хиллс, представившего Бексинского (Бексиньский, Здзислав), столь впечатлившего молодое поколение, Генри Боксера в Лондоне, Карла Карлхубера в Вене и другие.

## Сообщества виженари-арт, представленные в Интернете
С появлением Интернета общение виженари-художников стало поистине всемирным. На сайтах общества, созданного Бригид Марлин и Джона Беинарта, а также на тематическом сайте Данеэля Миранте, представлено внушительное число, измеряющееся сотнями художников буквально со всего мира. Общество Art of Imagination проводит ежегодные выставки в Европе и США. Парижанин Лоренс Каруана, ведущий он-лайновый журнал Виженари Ревью, написал Манифест.
Кит Вигдор на своём сайте Surrealism Now обобщил всё пост-сюрреалистическое движение.
Нынешнее поколение ярко представлено деятельностью таких художников как Сергей Апарин, Виктор Сафонкин, Петер Грик, Лаурие Липтон, Яцек Йерка, Олег Королёв, Маура Холден, Тристан Шен, Эндрю Гонзалес, Лукас Кандл, Герман Сморенбург, Стивен Кенни и многие другие.

## Современные художники виженари-арт
- Эрнст Фукс
- Владислав Провоторов
- Х. Р. Гигер
- Майкл Уэлан
- Пабло Амаринго
- Марк Райден
- Роберто Веноза
- Одд Нердрум
- Олег Королёв
- Дэ Эс
- Питер Грик (Eng)
- Яцек Йерка
- Эндрю Гонзалес
- Алекс Грей
- Бригид Марлин
- Лоренс Каруана
- Игорь Калинаускас

## Некоторые ссылки(англ.)
- Lila : Contemporary Visionary art and Medicine Culture
- Society for Art of Imagination
- "Jon Beinart group'
- Marcel Salome group
- The Path of Visions by Max Magnus Norman
- What is Visionary Art? by Alex Grey
- What is Visionary Art? by the American Visionary Art Museum
- A Manifesto of Visionary Art
- Daniel Mirante and Maura Holden discuss visionary art
- «Nectarian Art» — Daniel Mirante discriminates a subgenre of visionary art
- Visionary Art Essay by Maura Holden
- American Visionary Art Museum in Baltimore
- pod collective : online visionary art community and gallery
- Iasos Visionary Artists Gallery
- GodConsciousness.com
- Ссылки на сайты художников виженари-арта
- Княжицкая Т.В. Визионерское искусство – символизм конца ХХ—начала XXI века. // Academy. № 6(45), 2019. С. 100-110